# زراعة القوقعة

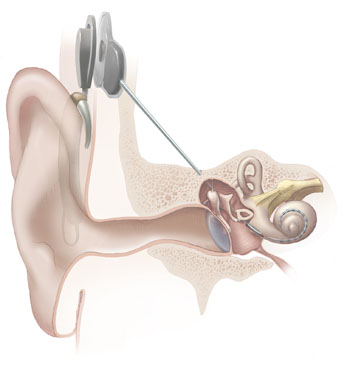
رسم توضيح لتشريح الأذن يوضح موقع قوقعة مزروعة

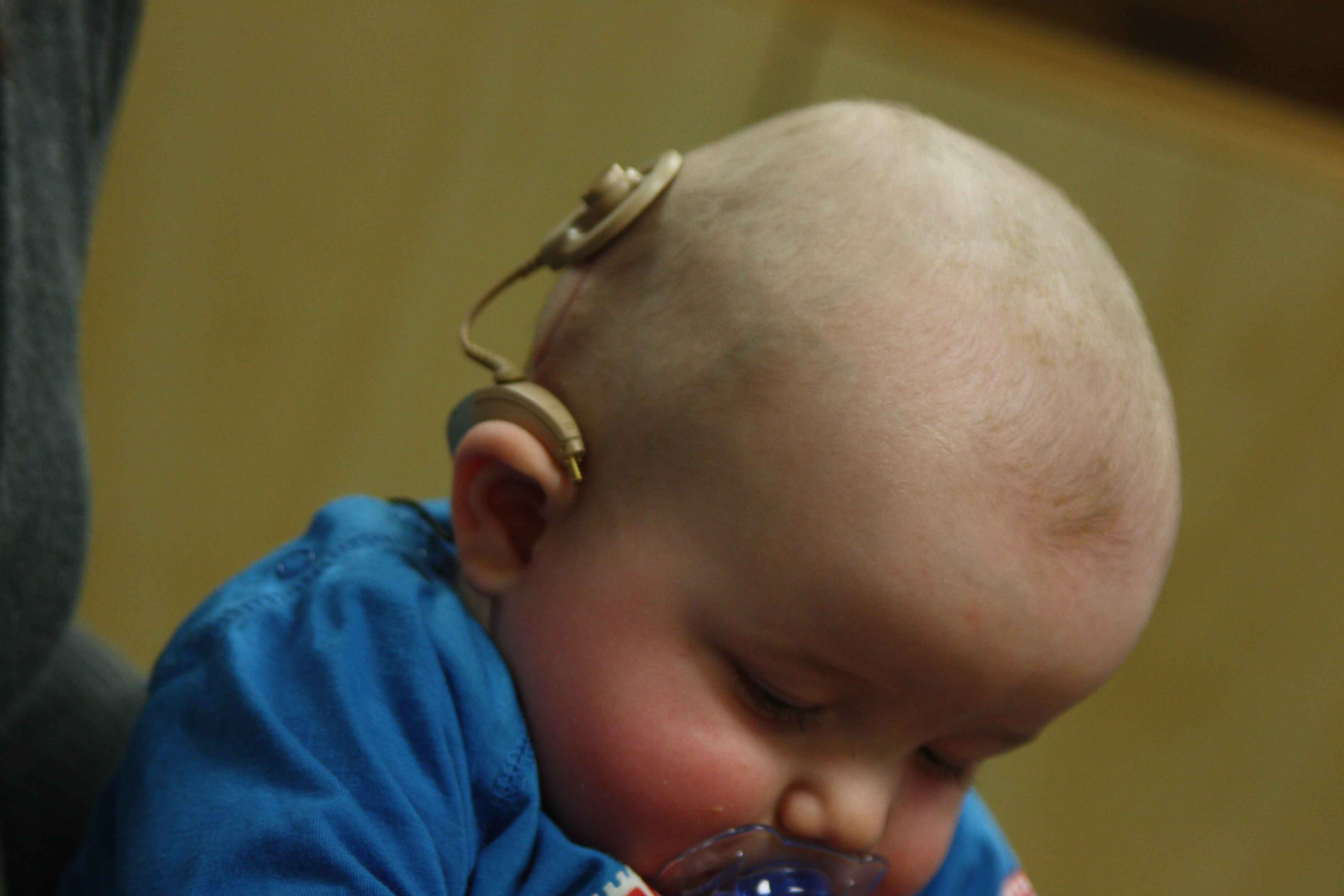
طفل رضيع مع قوقعة مزروعة

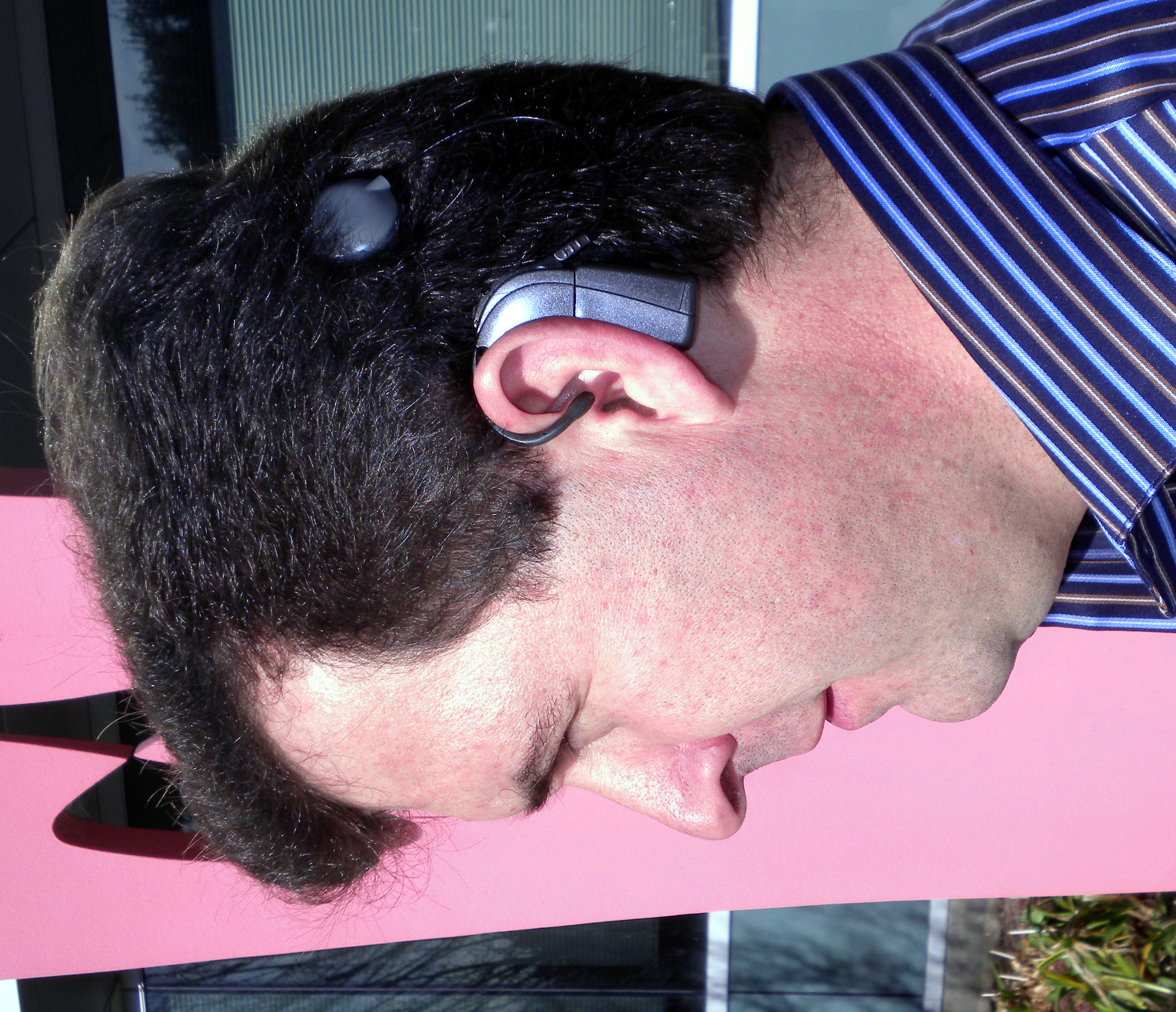
وهنا رجل بالغ مع قوقعة مزروعة

زراعة القوقعة (بالإنجليزية: Cochlear implant)‏هي عملية جراحية يُغرس فيها جهاز إلكتروني داخل الأذن الداخلية للمساعدة على السمع،
وينقسم الجهاز إلى قسمين: الأول داخلي يسمى القوقعة المزروعة والثاني خارجي يسمى المبرمج أو معالج الكلام حيث يزرع الجزء الأول أثناء العملية بينما يُركب الجزء الثاني بعد العملية بأربعة أسابيع،
ولا تُعيد زراعة القوقعة السمع للأشخاص المصابين بضعف السمع إطلاقًا وإنما تعمل على تحفيز العصب السمعي مباشرة بتجاوز الجزء التالف والمختص بالسمع في القوقعة الطبيعية، فالجهاز يرسل إشارات كهربائية مباشرة لعصب السمع والذي ينقلها بدوره إلى الدماغ، وتناسب القوقعة الإلكترونية الأطفال المصابين بالصمم قبل أو بعد تعلمهم للغة، ولكن لا تُجرى في البالغين قبل اكتسابهم للغة.

## التاريخ
اخترع أندريه دجورنو وتشارلز آيريس زرع القوقعة الأصلي في عام 1957. هذا التصميم الأصلي يشمل توزيع التحفيز باستخدام قناة واحدة. وبعد عامين ذهبوا في طريق منفصل بسبب الاختلافات الشخصية والمهنية.
كما اخترع وليام هاوس زرع القوقعة في عام 1961. وفي عام 1964، بلير سيمونز وروبرت ج. وايت اخترعا قطبًا كهربائيًا أحادي القناة في قوقعة المريض في جامعة ستانفورد.
ومع ذلك، أشارت الأبحاث إلى أن هذا الزرع القوقعة أحادية القناة كانت ذات فائدة محدودة لأنها لا تستطيع تحفيز مناطق مختلفة من القوقعة في أوقات مختلفة للسماح بالتمييز بين الترددات المنخفضة والمتوسطة إلى العالية كما هو مطلوب للكشف عن الكلام.
بدأ مهندس ناسا آدم كيسياه العمل في منتصف السبعينيات على ما يمكن أن يصبح زراعة القوقعة الحديثة. استخدم كيسياه معرفته المستفادة أثناء عمله كمهندس أجهزة إلكترونية في وكالة ناسا. تم هذا العمل لمدة 3 سنوات، عندما كان كيسياه يقضي استراحات الغداء والأمسيات في مكتبة كينيدي التقنية، ويدرس تأثير المبادئ الهندسية على الأذن الداخلية. في عام 1977، ساعدت وكالة ناسا كيسياه على الحصول على براءة اختراع لزراعة القوقعة; وقد باع كيسياه فيما بعد حقوق براءة الاختراع.
طُوِّرَت زراعة القوقعة الحديثة متعددة القنوات وتسويقها بشكل مستقل من قبل فريقين منفصلين - أحدهما بقيادة غرايم كلارك في أستراليا وآخر بقيادة إنجيبورغ هوشمير وزوجها المستقبلي إروين هوشمير في النمسا، مع زرع جهاز هوشماير لأول مرة في شخص في ديسمبر 1977 وكلارك في أغسطس 1978.

## الاجزاء
زراعة القوقعة تتجاوز معظم النظام السمعي المحيطي الذي يتلقى الصوت ويحول ذلك الصوت إلى حركات خلايا الشعر في القوقعة; الجزء الداخلي من خلايا الشعر هذه إطلاق أيونات البوتاسيوم استجابة لحركة الشعر، والبوتاسيوم بدوره يحفز الخلايا الأخرى لإطلاق سراح الناقل العصبي، الغلوتامات، مما يجعل العصب القوقعة إرسال إشارات إلى الدماغ، مما يخلق تجربة الصوت. بدلا من ذلك، أجهزة التقاط الصوت ورقمنة ذلك، وتحويل هذا الصوت الرقمي إلى إشارات كهربائية، ونقل تلك الإشارات إلى أقطاب مضمنة في قوقعة الأذن. الأقطاب كهربائياً تقوم بتحفيز العصب القوقعة، مما يتسبب في إرسال إشارات إلى الدماغ.
هناك العديد من الأنظمة المتاحة لأنواع وأشكال القوقعة الصناعية، ولكن عموماً أي جهاز يكون به تلك الأشياء التالية:
الخارجيه:
- ميكروفون واحد أو أكثر يلتقط الصوت من المحيط.
- معالج الكلام الذي يقوم بشكل انتقائي بتصفية الصوت لتحديد أولويات الكلام المسموع.
- جهاز إرسال يرسل الطاقة وإشارات الصوت المعالجة عبر الجلد إلى الجهاز الداخلي عن طريق إرسال الترددات الراديوية

الداخليه:
- جهاز استقبال/محفز، يتلقى إشارات من معالج الكلام ويحولها إلى نبضات كهربائية
- صفيف قطبي مدمج في قوقعة الأذن

## العملية
يتكون جهاز القوقعة الإلكترونية من جزئين رئيسيين: جزء داخلي يزرع عن طريق عملية جراحية بالرأس خلف الأذن ولا يظهر للخارج وجزء خارجي يحتوي على لاقط صوتي - ميكروفون- ومعالج الكلام وقطعة خارجية يمكن تركيبها وفصلها من على الرأس بسهولة.
يعمل جهاز القوقعة الإلكترونية على التقاط الأصوات عبر اللاقط ومن ثم يقوم معالج الكلام بمعالجتها وإرسالها إلى الجزء المزروع داخل الأذن والذي يقوم بإثارة العصب السمعي ليرسل إشارات كهربائية إلى الدماغ الذي يفهمها.

## المجتمع والثقافة

### الاستخدام
اعتبارا من تشرين الأول/أكتوبر 2010، وقد تم تزويد ما يقرب من 188,000 شخص قام بزرع القوقعة. اعتبارا من ديسمبر 2012، نفس المنشور استشهد ما يقرب من 324,000 أجهزة زرع قوقعة بعد أن تم زرعها جراحيا. في الولايات المتحدة، تم زرع ما يقرب من 58,000 جهاز في البالغين و38,000 في الأطفال. اعتبارا من عام 2016، مؤسسة الأذن في المملكة المتحدة، تقدر عدد الاشخاص الذين قاموا بزرع قوقعة حول العالم بحوالي 600,000 شخص.

### المصنعون
اعتبارا من عام 2013، تم تصنيع أجهزة زرع القوقعة الثلاثة المعتمدة للاستخدام في الولايات المتحدة.و في أوروبا وأفريقيا وآسيا وأمريكا الجنوبية وكندا، كان هناك جهاز إضافي صنعه فرنسا. كما يتوفر جهاز من صنع الصين في بعض أنحاء العالم. وقد أضافت كل شركة تصنيع بعض الابتكارات الناجحة للشركات الأخرى إلى أجهزتها الخاصة. لا يوجد توافق في الآراء على أن أي واحدة من تلك متفوقة على الآخري. يبلغ مستخدموا جميع الأجهزة عن مجموعة واسعة من الأداء بعد الزرع.

### نقد وجدل
وقد جاء الكثير من أقوى اعتراض على زراعة القوقعة من داخل مجتمع الصم، وبعضهم من قبل الصم الذين لغتهم الأولى هي لغة الإشارة. بالنسبة للبعض في المجتمع الصم زراعة القوقعة هي إهانة لثقافتهم، والتي كما يرون هي أقلية مهددة من قبل أغلبية السمع. هذه مشكلة قديمة لمجتمع الصم، ويعود إلى القرن الثامن عشر بحجة يدوية مقابل شفهية. وهذا يتفق مع إضافة الطابع الطبي وتوحيد الجسم «العادي» في القرن التاسع عشر، عندما بدأت الخلافات بين الإنسان الطبيعي وغير الطبيعي في النقاش. من المهم أن تنظر في السياق الاجتماعي الثقافي، لاسيما فيما يتعلق بمجتمع الصم، الذي يعتبرونه يمتلك لغته وثقافته الفريدة. وهذا يفسر أن زراعة القوقعة ينظر إليها على أنها إهانة لثقافتهم، حيث أن الكثيرين لا يعتقدون أن الصمم هو شيء يحتاج إلى الشفاءوالعلاج لأنهم لا يرون أنه مرض. ومع ذلك، فقد قيل أيضا أن هذا ليس بالضرورة أن يكون الحال: زرع القوقعة يمكن أن يكون بمثابة آداة الصم يمكن استخدامها للوصول إلى «عالم السمع» دون فقدان هويتهم للصم.
ويعتقد البعض أن زراعة القوقعة للأطفال الذين ولدوا صم هي الأكثر فعالية عند زرعها في سن مبكر. ومع ذلك يظهر طبيعة أنّ الأطفال الصم يتقدمون في الدراسة سريعاً. وهكذا يوصي المتخصصون بأن يتعلم جميع الأطفال الصم لغة الإشارة منذ الولادة. وينصح نقاد ثقافة الصم أيضًا إلى أن زراعة القوقعة والعلاج اللاحق غالبًا ما يصبح محورًا لهوية الطفل على حساب اكتساب اللغة وسهولة التواصل بلغة الإشارة وهوية الصم. وهم يعتقدون أن قياس نجاح الطفل فقط من خلال إتقانه للخطاب سيؤدي إلى ضعف الصورة الذاتية وتصويره كـ «ذو إعاقة» (لأن الزراعة لا تنتج السمع الطبيعي) بدلاً من وجود مفهوم ذاتي صحي لشخص طبيعي أصم بفخر دون الحاجة لزراعة شيء يوهم المجتمع أنه «معاق».
الأطفال الذين يزرعون القوقعة هم أكثر عرضة لتلقى التعليم شفويا كباقي الأطفال، ودون الحاجة إلي لغة الإشارة. كانت زراعة القوقعة واحدة من العوامل التكنولوجية والاجتماعية التي تسببت في انخفاض لغات الإشارة في العصر الحديث. وقد وصف بعض نشطاء الصم على نطاق واسع باسم «الإبادة الجماعية الثقافية للصم».
مع نمو الاتجاه لزرع القوقعة في الأطفال، حاول المدافعون عن مجتمع الصم مواجهة النزاع الشفوي ضد لغة الإشارة اليدوية.وبعض المدارس الآن دمجت بنجاح زراعة القوقعة مع لغة الإشارة في برامجها التعليمية.